# Edward Chamberlin

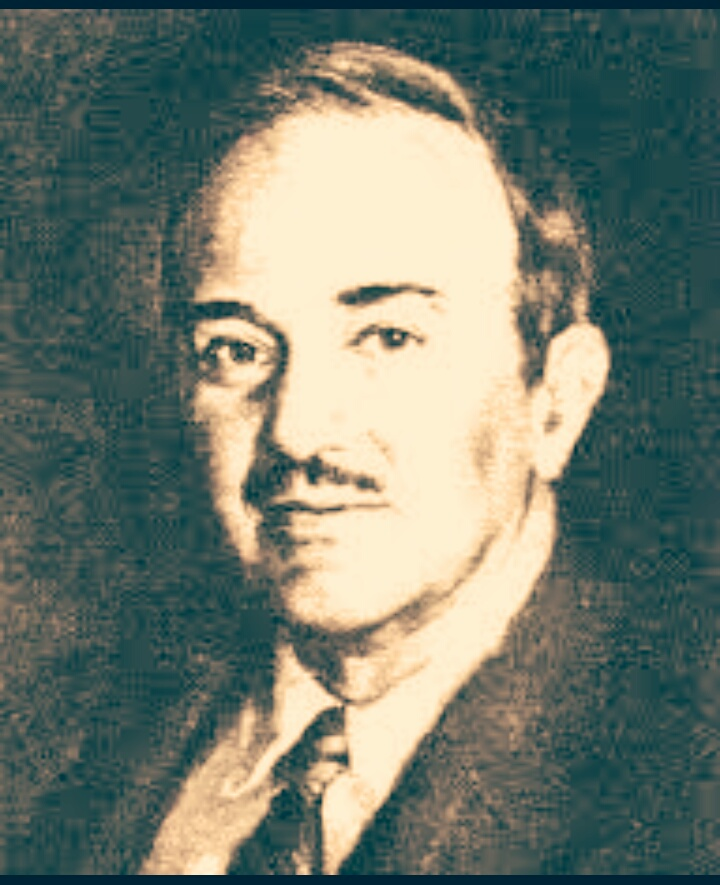
Edward Chamberlin

Edward Hastings Chamberlin (La Conner, Washington, 18 mei 1899 - Cambridge, Massachusetts, 16 juli 1967) was een Amerikaans econoom. 
Chamberlin studeerde eerst aan de Universiteit van Iowa (waar hij werd beïnvloed door Frank H. Knight). Zijn studies op graduateniveau volgde hij aan de Universiteit van Michigan. In 1927 promoveerde hij aan de Harvard University. 
Het grootste deel van carrière (1937-1967) doceerde Edward Chamberlin economie aan Harvard (1937-1967). Hij heeft belangrijke bijdragen geleverd aan de micro-economie, in het bijzonder aan de mededingingstheorie en de consumentenkeuzetheorie en de relatie daarvan tot prijzen. Edward Chamberlin bedacht de term "productdifferentiatie" om te beschrijven hoe een leverancier in staat zou kunnen zijn om een groter bedrag voor een product te vragen dan een situatie van volledige mededinging zou toelaten. 
Zijn belangrijkste bijdrage was de theorie van monopolistische concurrentie. Chamberlin publiceerde zijn boek The Theory of  Monopolistic Competition in 1933, hetzelfde jaar dat Joan Robinson haar boek over hetzelfde onderwerp, The Economics of Imperfect Competition publiceerde. Deze twee economen kunnen dan ook als de ouders van de moderne studie van imperfecte competitie worden  beschouwd. Chamberlin wordt verondersteld  "niet alleen het eerste marktexperiment, maar ook het eerste economische experiment van welke aard dan ook" te hebben uitgevoerd. In zijn lessen maakte hij namelijk gebruik van experimenten om te illustreren hoe  prijsveranderingen niet noodzakelijkerwijs tot een evenwicht hoeven te leiden.

## Belangrijkste werken
- "Duopoly: Values where sellers are few", 1929, QJE
- The Theory of Monopolistic Competition:: A Re-orientation of the Theory of Value, Harvard University Press, 1933, 1965, 8e druk.
- "Proportionality, Divisibility and Economics of Scale", 1948, QJE
- "An Experimental Imperfect Market", 1948, JPE
- "Product Heterogeneity and Public Policy", 1950, AER
- Monopolistic Competition Revisited, 1951
- "Impact of Recent Monopoly Theory on the Schumpeterian System", 1951, REStat
- "Full Cost and Monopolistic Competition", 1952, EJ
- "The Product as an Economic Variable", 1953, QJE
- "Some Aspects of Nonprice Competition", 1954, in Huegy, redacteur, Role and Nature of Competition
- "Measuring the Degree of Monopoly and Competition", 1954, in Chamberlin, editor, Monopoly and Competition and their Regulation
- "The Monopoly Power of Labor", 1957, in Wright, redacteur, Impact of the Union
- "On the Origin of Oligopoly", 1957, EJ
- Towards a More General Theory of Value, 1957
- The Theory of Monopolistic Competition: A Reorientation of the Theory of Value, (Cambridge, MA: Harvard University Press, 1962